# Der schwarze Freitag
Der schwarze Freitag ist ein deutsches Dokumentarspiel aus dem Jahre 1966 mit Curd Jürgens in der Hauptrolle.

## Handlung
Im Jahr 1929 begann mit dem sogenannten „Schwarzen Freitag“ die Weltwirtschaftskrise. Die Aktienkurse an den Börsen fielen ins Bodenlose. Und zunächst waren es die Börsenmakler, die ihre Arbeit verloren. Doch bald darauf rollte eine Entlassungswelle durch die Handelsunternehmen und Fabriken der Welt. So mussten die tätigen Arbeiter und Angestellten zusehen, wie ihre Arbeitsplätze verloren gingen. Insbesondere in Deutschland fühlten sich viele Menschen vom Staat im Stich gelassen und begannen, sich für politisch radikale Ideen zu begeistern.
Wie konnte es zu diesem Fall der Aktienkurse und damit auch der Gesellschaft kommen? Dies ist die Frage, die dieser Film beantworten will.
Im Mittelpunkt des Filmgeschehens steht Richard Whitney, der Börsenmakler und Präsident der New Yorker Börse, verkörpert durch Curd Jürgens. Während dieser am Anfang des Filmes noch als strahlender Held auftritt, der noch am Vortag des Börsencrashs versucht, den Zusammenbruch durch Stützungskäufe aufzuhalten, so wird er am Ende doch als waghalsiger Spekulant und Krimineller entlarvt.